# Basse Christoffersen Basse
Basse Christoffersen Basse (død mellem 1555 og 1560) var en dansk adelsmand, godsejer, lensmand og landsdommer.
Han var søn af Christoffer Jensen Basse (død før 1494) og Margrethe Andersdatter Godov (død efter 1500).
Han ejede Sørup ved Ringsted 1485-1510 og forseglede 1508 et brev til vitterlighed, nævnes 1530 som landsdommer i Sjælland, og var forlenet med Bjæverskov.
Han var gift med Margrethe Clausdatter Neb.